# St Giles' Cathedral

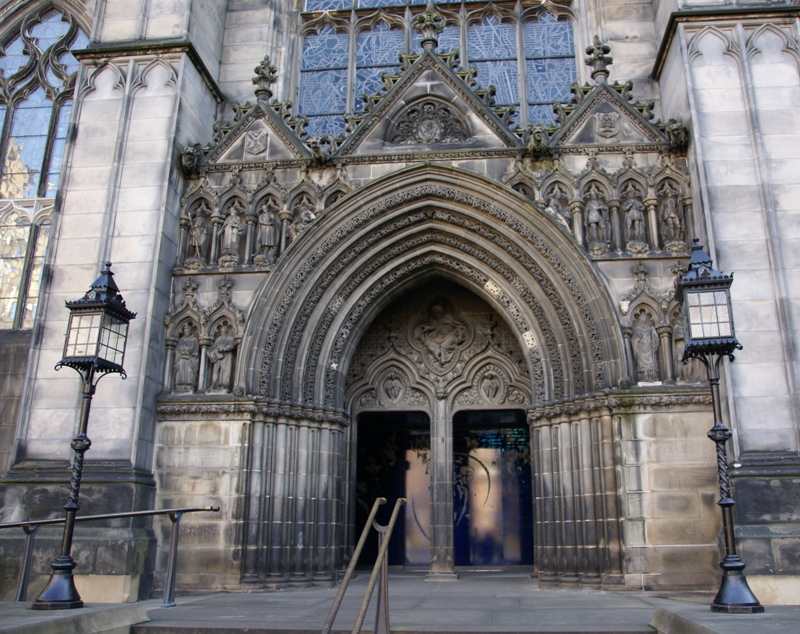
Westelijke toegang, gebouwd door William Hay met beeldhouwwerk van John Rhind, 1884.

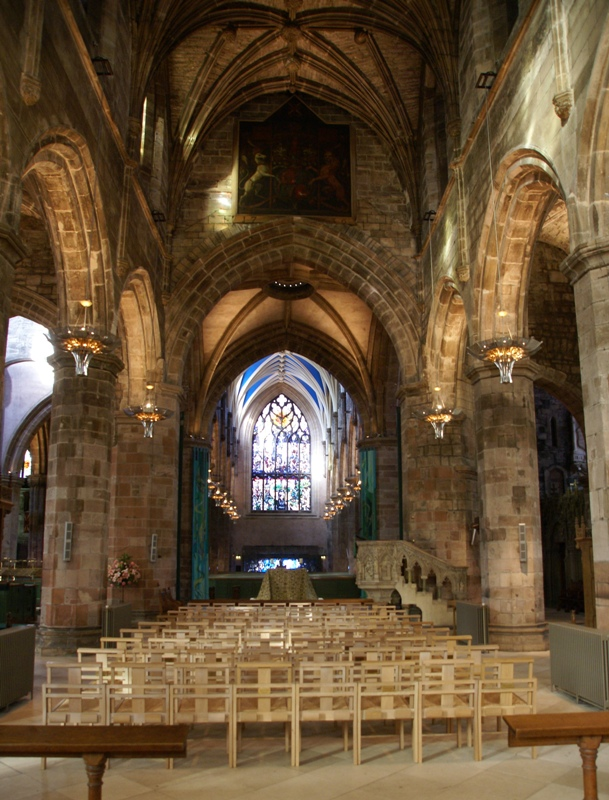
De kruising is ingericht met de communietafel en preekstoel.

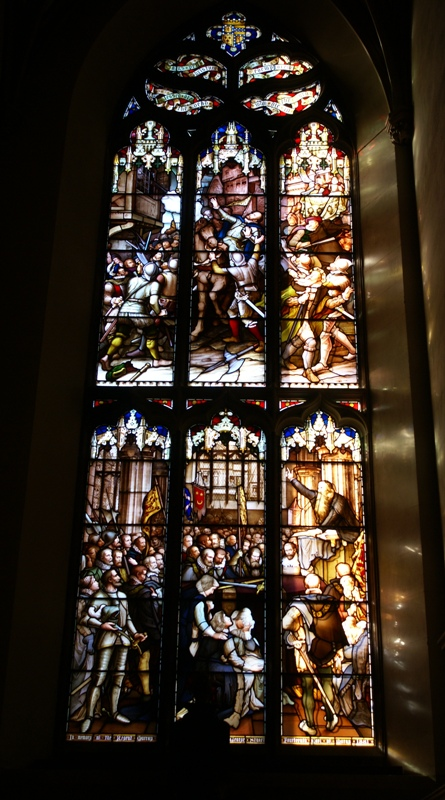
Moray Chapel: de moord en begrafenis van regent Moray. Door Ballantine & Son, 1881.

St Giles' Cathedral, ook bekend als St Giles High Kirk, is een voormalige kathedraal, gelegen in Edinburgh, Schotland. De kathedraal werd in de twaalfde eeuw gebouwd als parochiekerk en is sindsdien meermalen verbouwd. De laatste grote wijzigingen dateren uit de negentiende eeuw. Het exterieur is laat-georgiaans en het interieur is victoriaans. De kathedraal is tegenwoordig in gebruik als parochiekerk van de Kerk van Schotland.

## Geschiedenis
St Giles' Cathedral werd rond 1130, tijdens de regering van David I, gesticht als parochiekerk. De kerk stond onder beheer van de lazaristen en zij wijdden de kerk aan Sint-Gillis, de patroonheilige van de melaatsen. De oudste referentie naar deze kerk in de archieven dateert uit 1178.
Het kerkgebouw werd door de jaren heen aanzienlijk gewijzigd. Enkel de noordelijke ingang van het schip was tot 1796 twaalfde-eeuws. De versieringen van deze ingang waren vergelijkbaar met die aangetroffen in Dalmeny in Lothian. De rest van de kerk werd voor de reformatie reeds herbouwd.
Tijdens de plunderingen van Edinburgh in 1385 werd de St Giles' Cathedral door het Engelse leger van Richard II in brand gestoken. De schade werd hersteld.
Het schip en toren waren gereed rond 1370. Voor 1395 kwamen de transepten gereed. Het koor was vermoedelijk af in 1419.
In 1467 werd St Giles' Cathedral verheven tot een stift (collegiate church) en werd bediend door een aantal kanunniken. Vlak voor 1500 werd de toren verhoogd en werd deze voorzien van een stenen kroon.

### Reformatie
Op 29 juni 1559 preekte John Knox in St Giles' Cathedral en startte daarmee een beeldenstorm die het begin was van de Reformatie. John Knox werd later dominee van St Giles' Cathedral. In 1560 werden de middeleeuwse versieringen vernietigd en werden drie westelijke traveeën ingericht als annex voor het nabijgelegen tolhuis.
In 1581 gebruikten drie verschillende reformatorische stromingen de kerk. Om de door hen gebruikte ruimtes te scheiden waren er extra muren in de kerk aangebracht. Andere ruimtes in de kerk werden als opslagruimte gebruikt, onder meer voor de guillotine van Edinburgh, de Maiden. In 1633 werden de extra muren verwijderd toen de kerk de kathedraal voor de bisschopszetel van Edinburgh werd. In 1638 verloor de kerk de functie van kathedraal en in 1639 werden de extra muren weer opgebouwd. In de periode 1661-1689 fungeerde de kerk wederom als kathedraal.

### Negentiende eeuw
Aan het begin van de negentiende eeuw was de kerk opgedeeld en in gebruik door vier kerkelijke stromingen, door de General Assembly voor de Church of Scotland en bevatte de kerk een politiebureau en een brandweerkazerne.
De kerk was ingebouwd door tolhuizen aan de westzijde en door allerlei winkels aan de noordzijde. Tussen 1807 en 1833 werden deze gebouwen verwijderd en werd het exterieur gerestaureerd naar een ontwerp van William Burn. Het interieur werd dusdanig gewijzigd, dat er slechts drie kerken overbleven: één in het koor, één in het schip en één in het zuidelijk transept. De kruising diende als ontvangsthal die via het noordelijk transept toegankelijk was.
In de periode 1871-1883 werd het interieur gerestaureerd door William Hay naar plannen van Robert Morham. Hierbij werden alle tussenmuren verwijderd zodat het koor, de kruising, de transepten en het schip weer één geheel werden.

### Twintigste eeuw
Tussen 1909 en 1911 werd een kapel voor de Knights of the Thistle (Ridders van de Distel) gerealiseerd naar een ontwerp van Sir Robert Lorimer in de zuidoostelijke hoek van het kerkgebouw.
In de jaren tachtig van de twintigste eeuw is de kruising ingericht als het focuspunt van de kerk.
In 1992 werd een Rieger-orgel geïnstalleerd in het zuidelijk transept.

### Eenentwintigste eeuw
Op 12 september 2023 werd de overleden koningin Elizabeth na een processie over de Royal Mile overgebracht naar de kathedraal, waar een herdenkingsdienst plaatsvond. Daarna werden belangstellenden 24 uur in de gelegenheid gesteld afscheid van de koningin te nemen.

## Bouw
St Giles' Cathedral is gelegen in de Old Town aan de Royal Mile, die loopt van de Palace of Holyroodhouse naar Edinburgh Castle.
De kathedraal heeft een kruisvormige plattegrond en is oost-westelijk georiënteerd. Boven de kruising van schip, koor en transepten bevindt zich de toren. De lengte van schip en koor zijn min of meer gelijk. De transepten zijn even lang als het schip met zijbeuken breed is.
De hoofdingang van de kathedraal is de westelijke ingang, die versierd is met voorstellingen van Sint Gilles en personen uit diens leven, gemaakt door John Rhind in 1884.
In de zuidoostelijke hoek bevindt zich de Thistle Chapel (Distel-Kapel) uit het begin van de twintigste eeuw. Deze kapel heeft een driezijdige apsis en is hoog en smal van vorm.
In de kruising bevindt zich sinds de jaren tachtig van de twintigste eeuw de communietafel. De zitplaatsen in het koor zijn sinds deze tijd, net als die in het schip, gericht op de kruising.

### Monumenten
De kathedraal is voorzien van vele herdenkingsmonumenten, de meeste uit de negentiende en twintigste eeuw. Zo staat in het schip een bronzen standbeeld van de reformator John Knox, gemaakt door J. Pittendrigh MacGillivray in 1904-1905.
In het Chepman Aisle bevindt zich een monument uit 1887-1889 ter herinnering aan James Graham, eerste markies van Montrose (1612-1650) naar een ontwerp van R. Rowand Anderson.
In het Outer South Aisle bevindt zich een monument voor de negentiende-eeuwse schrijver Robert Louis Stevenson (1850-1894), gemaakt door Augustus St Gaudens in 1904.